# Dominique Joseph Garat
Dominique Joseph Garat, francoski odvetnik, zgodovinar in politik, * 8. september 1749, Bayonne, † 9. december 1833.
Med letoma 1792 in 1793 je bil minister za pravosodje Francije in med 23. januarjem in 20. avgustom 1793 pa minister za notranje zadeve Francije.